# عنقود نجمي

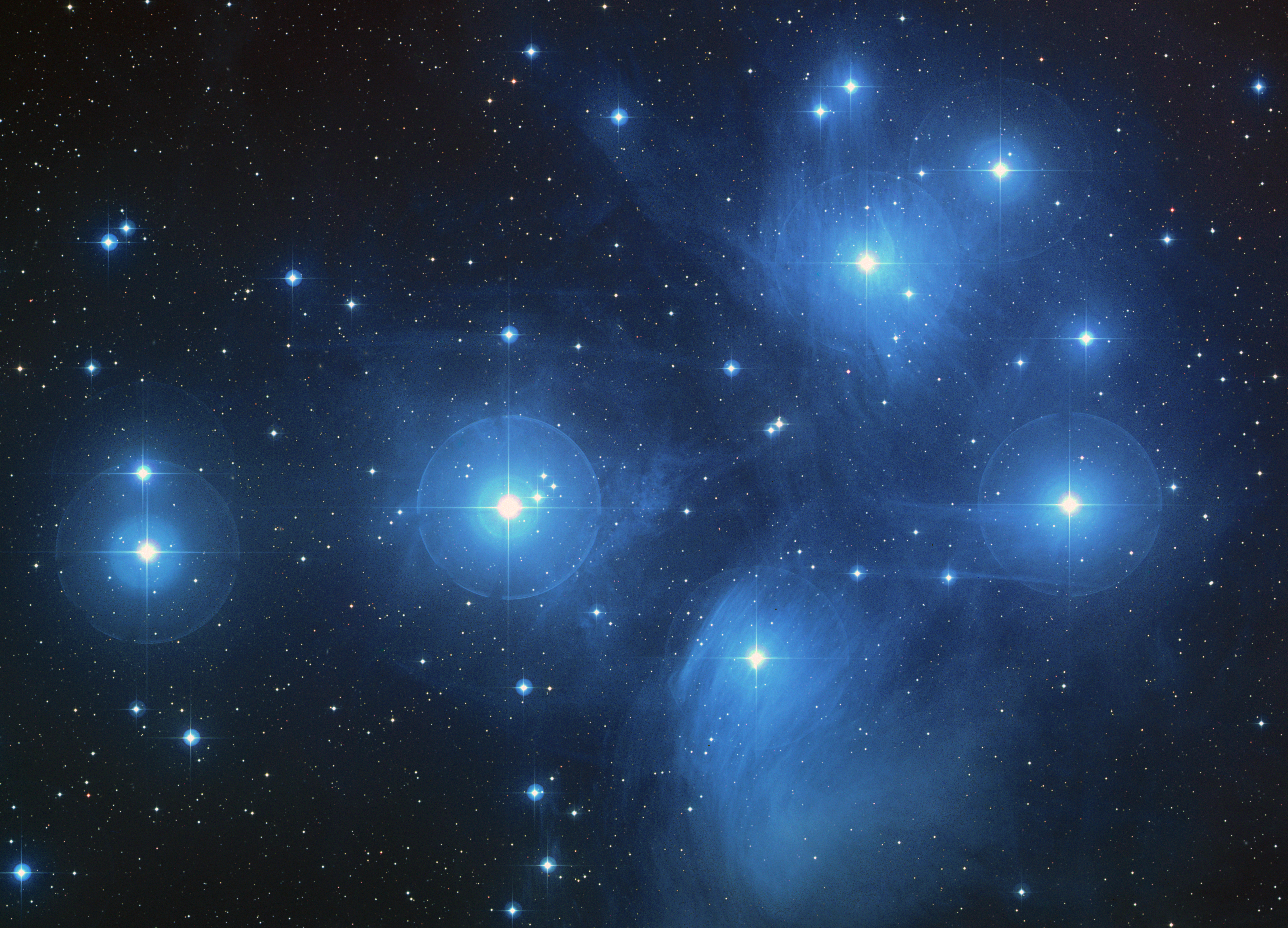
عنقود الثريا، وتظهر في الصورة ألمع سبعة نجوم فيه، والتي تُسمى الشقيقات السبع.

العناقيد النجمية أو الحشود النجمية أو  القِنْو هي مجموعات من النجوم متجمعة معا كأنها عناقيد مثل مجموعة الثريا والتي تقع فوق كتف الجبار اليمنى في كوكبة الثور. تنقسم العناقيد النجمية إلى نوعين: العناقيد المفتوحة والعناقيد المغلقة.

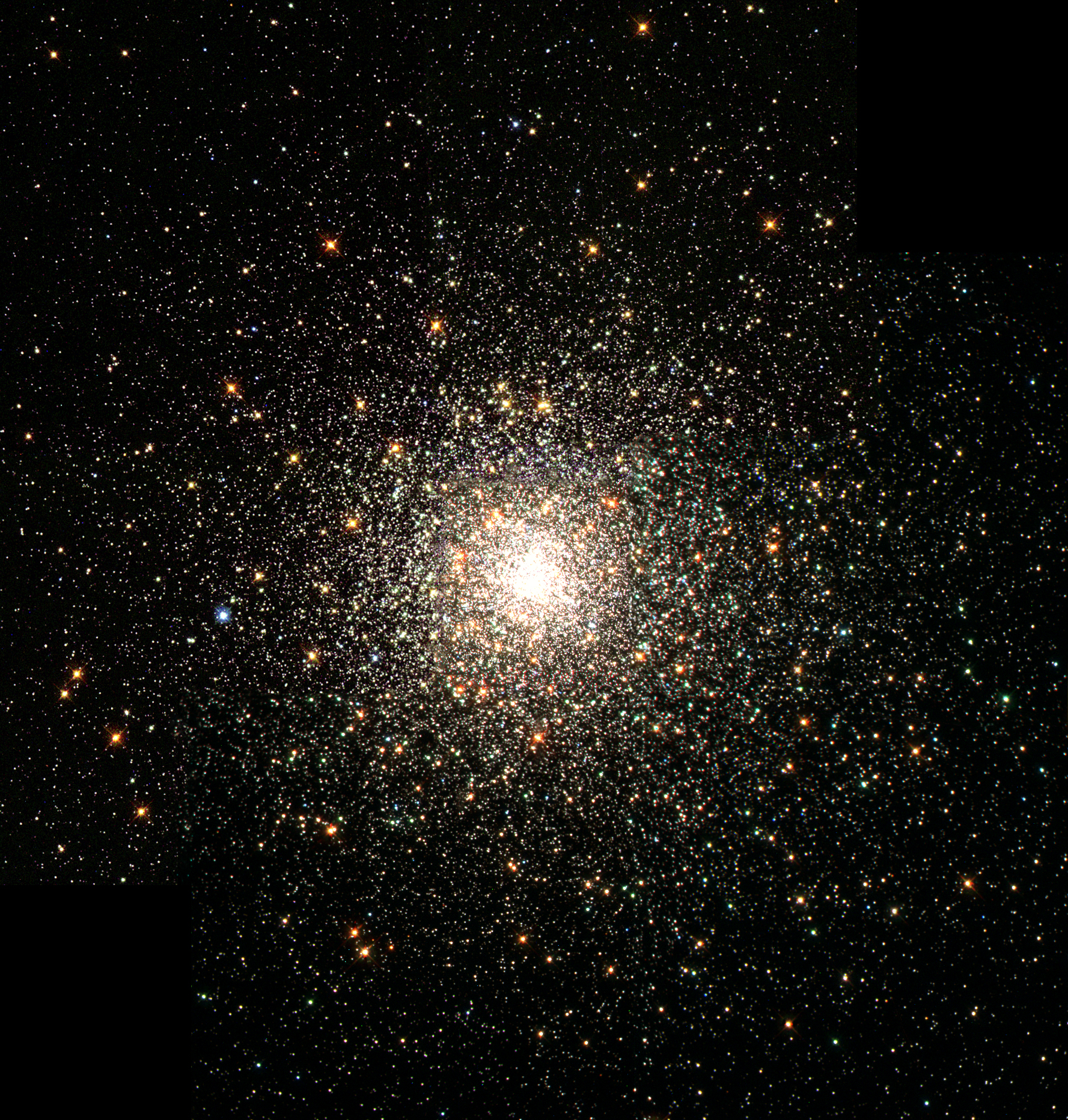
العنقود الكروي م80 وهو عنقود مغلق ويعتبر من العناقيد المغلقة.

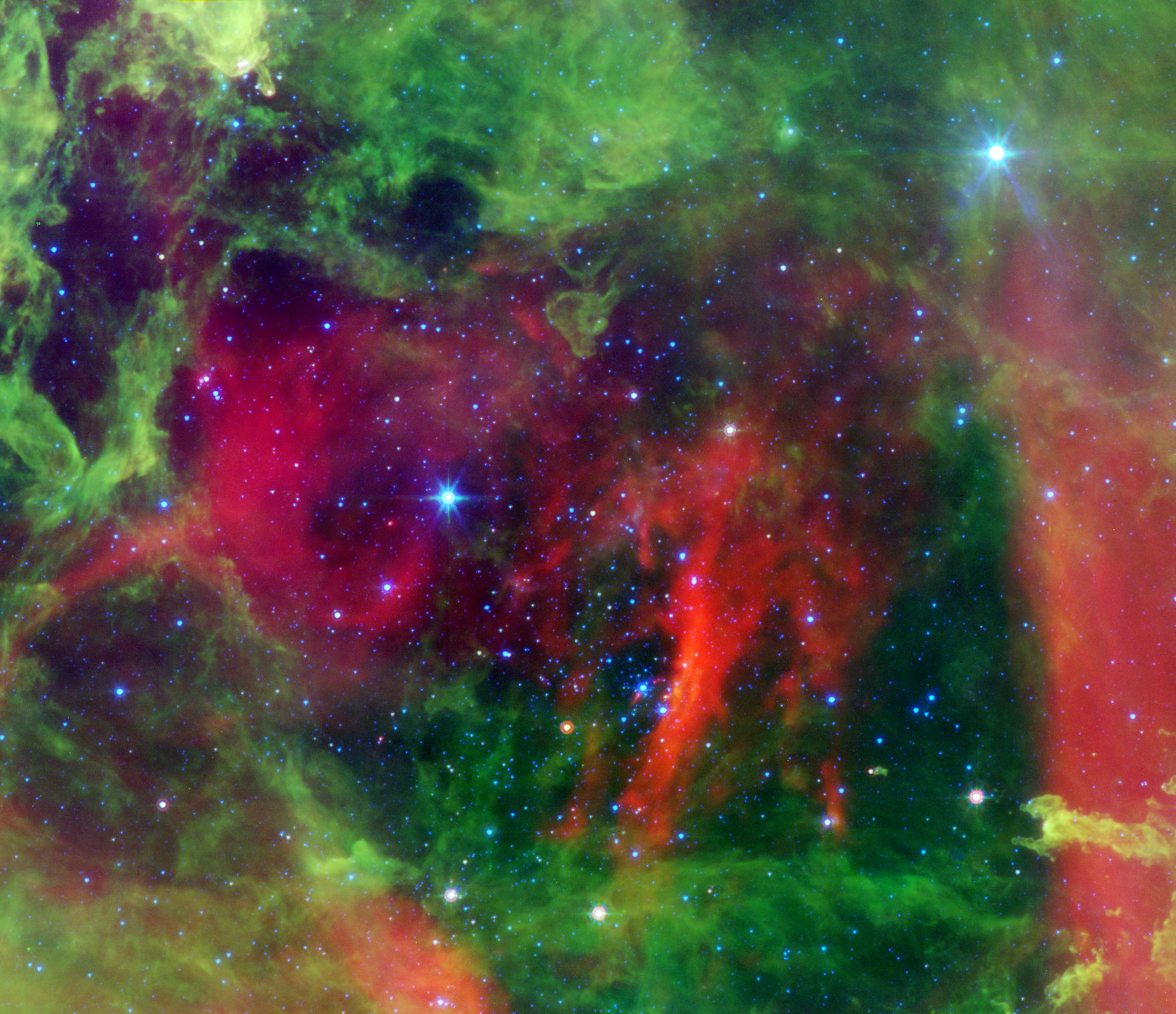
عنقود مفتوح أو العنقود المفتوح nGC 2244.

والعنقود نجومه في الواقع ليست قريبة ولو بدت كذلك، وهنالك مجموعة أخرى مفتوحة تسمى النثرة أو المجموعة النحلية. ومن المجاميع ما يسمى بالمجاميع الكروية أو (العناقيد الكروية) لأنها متجمعة كالكرة، ولكن المسافات الفاصلة بينها في الحقيقة تبلغ ملايين الكيلومترات، وأول من وجد هذه المجاميع هو وليام هرشل العالم الفلكي الذي اكتشف كوكب أورانوس، وبعد ذلك تمكن ابنه جون هرشل أن يشاهد عناقيد نجمية كثيرة حيث سافر إلى الجنوب من خط الاستواء وفي منطقة جنوب أفريقيا قضى بعض الوقت في اكتشاف العناقيد النجمية في فضاء القبة السماوية الجنوبي، واكتشف إن أعدادها التي ترى في الجنوب من خط الاستواء أكثر عددًا مما هي تبدو عليه في نصف الكرة الشمالي.

## العناقيد المفتوحة
العناقيد المفتوحة تكون نجومها متباعدة، وتحتوي عادةً على بضع مئات إلى بضع عشرات الآلاف من النجوم، وأوضح مثال على ذلك مانراه في السماء في كوكبة الثريا التي تقع في برج الثور، وهو عنقود نجمي مؤلف من مئات النجوم يرى منها بالعين المجردة سبع نجوم فقط. ويبعد هذا العنقود حوالي 120 فرسخاً فلكياً (أي حوالي 391 سنة ضوئية). ومعظم نجوم العناقيد المفتوحة حديثة التكوين، لذا فإنها تكون ساخنة وبيضاء.

### العناقيد المغلقة (الكروية)
العناقيد النجمية المغلقة شكلها كروي وهي تتوزع فوق وتحت المجرة وتتبعها ولها دورات حول حوصلة المجرة.
العناقيد المغلقة تكون نجومها متقاربة وكثيرة جداً وشكلها كروي على الأغلب ومنها كان الاسم، ولكن المسافات بينها كبيرة جدا في الحقيقة.
ونجوم العناقيد المغلقة قديمة التكوين وتوصف بأنها في نفس العمر. هذا يساعد على دراستها. وتحوي العناقيد المغلقة مئات الآلاف والملايين من النجوم، ومن الملاحظ أن جميع النجوم النشطة في العناقيد المغلقة المعروفة الآن هي ذوات كتل أقل من 0,8 كتلة شمسية وذلك لأن النجوم ذوات الكتل الأكبر قد عبرت مرحلة الحيوية والنشاط إلى مراحل الشيخوخة والهرم، وأصبحت عمالقة حمر أو أقزام بيضاء أو غير ذلك.